# Control Techniques
Control Techniques — английская компания просуществовавшая с мая 1973 года до декабря 1994 года, ныне входящая в корпорацию Nidec Corporation
С самого начала своего существования компания стала мировым лидером в разработке и производстве электроприводов.
Сейчас CT входит в Nidec Corporation в виде Control Techniques Group (подразделения части), разделённого на Control Techniques Ltd. и Control Techniques Drives Ltd..

## Продукция
Преобразователь частоты
Электропривод переменного тока
Цифровой, аналоговый Привод постоянного тока (Mentor 2, Mentor MP, Lynx С. М., 4Q2, Puma, Cheetah)
Высокоинтеллектуальные инверторы (Unidrive SP, Commander SK, командующий SX, Affinity BA) до 1.7MW
Высокоточные следящие системы (Digital ST, Unimotor FM)
Сервопривод и сервомотор
Устройства плавного пуска CT-Start
Сетевые фильтры
Дроссель, тормозной резистор (Brake Resistor) для приводной техники
Программное обеспечение
Программный осциллограф
Программное обеспечение для настройки преобразователей частоты
OPC-совместимый сервер
Программный редактор en:SyPTLite
Продукция CT применима для: металлургия, погрузочно-разгрузочное оборудование, бумаго-, стекло- и пластико- производства, автомобильная промышленность (станина, Нагрузочный стенд и др. стенды), энерго-системы втор.переработки, оборудование для вентиляции и кондиционирования и т. д..

## Интересные факты
В корпорацию en:Emerson Electric Company входит более 50 именитых производителей электротехники, оборудования промышленной автоматизации и телекоммуникаций, вычислительной техники, инструментов, но также и бывший конкурент CT: Leroy-Somer.